# اسپین (آیرودینامیک)

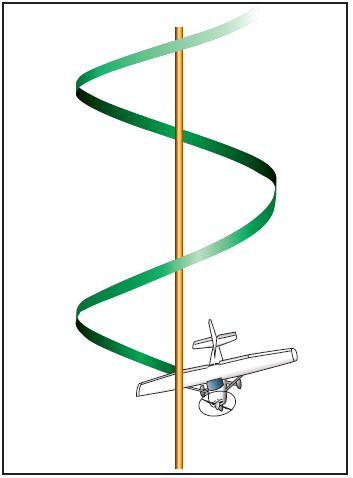
اسپین — یک چرخش خودکار تشدید شده رو به پائین به دور یک محور عمودی

اسپین یا چرخش (انگلیسی: Spin) در دینامیک پرواز، ردهٔ ویژه‌ای از واماندگی (استال) است که منجر به چرخش خودکار (غلت بدون فرمان) در اطراف محور طولی هواپیما و یک مسیر کم عمق، چرخان و رو به پایین تقریباً در مرکز یک محور عمودی می‌شود. این چرخش‌ها می‌توانند به عمد یا ناخواسته؛ اگر هواپیما در نقطه توقف به اندازه کافی انحراف داشته باشد در هر حالت پروازی وارد شوند. در یک چرخش معمولی، بال در داخل پیچ متوقف می‌شود در حالی که بال بیرونی در حال پرواز است. امکان توقف هر دو بال نیز وجود دارد، اما زاویه حمله هر بال و در نتیجه بالا آمدن و کشش آن متفاوت است.
هر یک از این شرایط باعث می‌شود که هواپیما به دلیل کشش بیشتر و از دست دادن بالابر، به سمت بال متوقف شدهٔ خود بچرخد. چرخش‌ها با زاویهٔ حمله بالا، سرعت هوایی در زیر واماندگی حداقل در یک بال و فرود کم عمق مشخص می‌شوند. بازیابی و اجتناب از حادثه می‌تواند به مجموعه‌ای از اقدامات ویژه و غیر معمول نیاز داشته باشد.